# Ted Washington
Pour les articles homonymes, voir Washington.
(en) Statistiques sur pro-football-reference
Theodore « Ted » Washington Jr., né le 13 avril 1968 à Tampa (Floride) est un joueur américain de football américain. Il est le fils de l'ancien linebacker des Oilers de Houston, Ted Washington Sr.

## Enfance
Washington étudie à la Tampa Bay Technical High School de Tampa où il s'illustre dans quatre sports, à savoir, le football américain, le baseball, l'athlétisme et la lutte. Lors de sa dernière année lycéenne, il remporte le titre de champion de Floride de lutte, toutes catégories confondues.

## Carrière

### Université
Il entre ensuite à l'université de Louisville où il joue pour l'équipe des Cardinals en football américain. Lors de la saison 1990, dernière en universitaire, il effectue soixante-seize tacles, sept sacks, et bloque trois field goals.

### Professionnel
Ted Washington est sélectionné au premier tour du draft de la NFL de 1991 par les 49ers de San Francisco au vingt-cinquième choix. Il fait ses débuts professionnels, le 2 septembre 1991, face aux Giants de New York. Pendant deux saisons, il évolue comme remplaçant, commençant ses premiers matchs comme titulaire en 1992, sans pour autant rivaliser avec les ténors de la ligne défensive. Il acquiert le poste de defensive tackle titulaire en 1993.
Le 20 avril 1994, Washington est échangé aux Broncos de Denver. L'équipe lui confie le poste de titulaire en 1994. Le 27 novembre 1994, face aux Bengals de Cincinnati, il commence une série de 119 matchs consécutifs comme titulaire quel que soit son maillot.
Il signe, comme agent libre (joueur libre), aux Bills de Buffalo, le 24 février 1995. Il est aligné lors de cette saison, au poste de nose tackle (variante du poste de defensive tackle) et compte comme coéquipier dans la ligne, Bruce Smith. En 1997, Washington enflamme les statistiques en postant 124 tacles et quatre sacks, et l'envoie disputer son premier Pro Bowl. Il renouvellera l'expérience trois autres fois. Lors de la saison 2000, Buffalo lutte pour ne pas dépasser son plafond salariale imposé par la ligue à toutes les équipes. Washington refuse, en partie, de revoir son salaire à la baisse et cela se conclut par son placement sur la liste des joueurs disponibles à la fin de la saison.
Le 16 avril 2001, il signe avec les Bears de Chicago et décroche sa quatrième et dernière nomination au Pro Bowl et à l'équipe All-Pro. Néanmoins, lors de la saison 2002, il se fracture et se déchire un ligament de la jambe droite. Il ne joue que deux matchs. Le 20 août 2003, il est échangé aux Patriots de la Nouvelle-Angleterre et fait une belle saison 2003, qui le conduit jusqu'à la victoire au XXXVIII. Il ne reste qu'une année dans cette équipe.
Il intègre les rangs des Raiders d'Oakland, le 3 mars 2004, où il est un titulaire indiscutable durant deux saisons avant d'être libéré de tout contrat. La première saison le voit disputer une saison pleine mais il fait une saison 2007 comme remplaçant, ne jouant plus que rarement. Il prend sa retraite dès son contrat terminé.
En 2013, il est un des nommés pour être intégré au Pro Football Hall of Fame. Néanmoins, il n'est pas retenu parmi les trois finalistes.